# 小ドイツ主義
小ドイツ主義（しょうドイツしゅぎ、Kleindeutsche Lösung）とは、1848年のフランクフルト国民議会で討議されたドイツ統一の一方針。結局、フランクフルト国民議会を通じたドイツ統一は頓挫したものの、結果的には、この構想に沿った形でプロイセン王国によるドイツ統一が成し遂げられた。

## 経過
1848年のフランクフルト国民議会で、ドイツ統一の方針をめぐり、オーストリアに居住するドイツ人を含めてドイツ統一を推進しようとする大ドイツ主義と、オーストリアに居住するドイツ人を除外したドイツ統一を図る小ドイツ主義が対立した。当初は、大ドイツ主義が優勢であり、1848年10月末にフランクフルト国民議会において圧倒的多数で決議された統一方針も大ドイツ主義に基づくものであった。
しかし、複合民族国家としての枠組みを保とうとするオーストリア帝国は、大ドイツ主義により自帝国が民族的に分離することを望まないため、この国民議会と敵対する姿勢を鮮明にした。三月革命による自由主義勢力の台頭も一時的なものにとどまり、オーストリア首相・フェリックス・シュヴァルツェンベルクは、オーストリア帝国の一体性を強調しており、国民議会で大ドイツ主義を討議することは非現実的となった。その結果、フランクフルト国民議会の議長も大ドイツ主義的な人物から小ドイツ主義的な人物へと交代し、プロイセン主導による小ドイツ主義に基づく統一が模索された。しかし、議会主導の自由主義的なドイツ統一を望まないプロイセン国王は議会との協調を拒否したことから、フランクフルト国民議会によるドイツ統一の試み自体が行き詰まり、国民議会は活動停止に追い込まれた。
のちにプロイセンは宰相オットー・フォン・ビスマルクのもとで鉄血政策による武力統一を推進した。ドイツ統一の主導権を握るために、かねてより火種があったシュレースヴィヒ公国とホルシュタイン公国の帰属をめぐって行われたデンマークとの第二次シュレースヴィヒ＝ホルシュタイン戦争、オーストリア帝国との普墺戦争、フランス帝国との普仏戦争の三つに勝利し、これににより結果的に小ドイツ主義に基づいてドイツ帝国が成立することになった。